# Museo Solomon R. Guggenheim
El Museo Solomon R. Guggenheim, comúnmente conocido como El Guggenheim, es un museo de arte localizado en el número 1071 de la Quinta Avenida y la esquina de la calle 89 en el vecindario Upper East Side de Manhattan, Nueva York. Es sede permanente de una colección renombrada y en continua expansión de obras impresionistas y post-impresionistas, así como de arte moderno temprano y arte contemporáneo. De la misma manera, el museo organiza exposiciones temporales especiales a lo largo del año. Este museo fue establecido por la Fundación Solomon R. Guggenheim en 1939, inicialmente llamado el "Museo de Pintura Abstracta", bajo la supervisión de su primer director, la artista abstracta Hilla von Rebay. El museo tomó su nombre actual, poco después de la muerte del fundador de la Fundación, Solomon R. Guggenheim, en 1949.
En 1959 el museo fue movido de un espacio alquilado a su localización actual; también reconocido como una construcción representativa de la arquitectura del siglo XX. El edificio cilíndrico fue diseñado por Frank Lloyd Wright, más angosto en sus niveles inferiores que superiores, y concebido como un "templo del espíritu". El edificio cuenta con una rampa, que funge como galería, y se extiende a lo largo del edificio desde el nivel inferior, en una espiral continua en las orillas exteriores del edificio y termina justo por debajo del tragaluz del techo. El edificio fue sometido a una expansión y renovaciones en 1992, cuando una torre adicional fue construida, de 2005 a 2008.
La colección del museo ha crecido considerablemente, a través de 8 décadas, y está constituida de varias colecciones privadas muy importantes, comenzando por la colección original que pertenecía a Solomon R. Guggenheim. La colección es compartida con los museos hermanos de la Fundación. En 2013, el museo tuvo alrededor de 1.2 millones de visitantes, y contó con la exhibición más popular de arte contemporáneo en la ciudad de Nueva York.
En 2019 el edificio fue declarado Patrimonio de la Humanidad por la Unesco dentro del sitio La arquitectura del siglo XX de Frank Lloyd Wright.

## Historia

### Primeros años y Rebay
Solomon R. Guggenheim, miembro de una familia rica de mineros, había coleccionado trabajos de arte de los "viejos maestros" desde 1890. En 1926, Guggenheim conoció a la artista Hilla von Rebay, quien le presentó y lo introdujo al arte vanguardista europeo, particularmente el arte abstracto, la cual, según Rebay, tenía el aspecto "espiritual y utópico" del arte no-objetivo.
Fue entonces cuando Guggenheim cambió por completo la estrategia de su colección, enfocándolo en trabajos realizados por artistas como Wassily Kandinsky, entre otros. Él comenzó a mostrar su colección en su apartamento en el Hotel Plaza en la ciudad de Nueva York.
Así, mientras su colección privada creció considerablemente, Guggenheim estableció la Fundación Solomon R. Guggenheim, en 1937, para fomentar la apreciación del arte moderno.

### El "Museo de Pintura Abstracta"
El primer lugar de exhibición de arte de la fundación, el "Museo de Pintura Abstracta", abrió sus puertas en 1939 bajo la dirección de Rebay, en Midtown Manhattan. Con el apoyo de Rebay, Guggenheim buscaba incluir en la colección los ejemplos más destacados de arte abstracto disponible en ese momento, así como trabajos de arte contemporáneo temprano de artistas como Rudolf Bauer, Rebay, Piet Mondrian, Marc Chagall, Robert Delaunay, Fernand Léger, Amedeo Modigliani y Pablo Picasso.
A principios de la década de 1940, la fundación había ya acumulado una gran colección de trabajos vanguardistas, donde la necesidad de un edificio permanente era evidente. No fue hasta 1943, que Rebay y Guggenheim escribieron una carta al arquitecto Frank Lloyd Wright, pidiendo que diseñara una construcción para albergar y exhibir la colección. Wright aceptó la oportunidad, para experimentar en el ambiente urbano su característico estilo orgánico. Para la creación del museo, Wright realizó alrededor de 700 bocetos y 6 conjuntos de dibujos en un periodo de 15 años para su creación arquitectónica.
En 1948, la colección aumentó considerablemente tras la compra de la propiedad del comerciante de arte Karl Nierendorf, formada por unas 730 obras de arte, la mayoría de ellas pinturas de arte expresionista alemán. Para entonces, la colección de la fundación incluía un amplio espectro de trabajos expresionistas y surrealistas, con obras de Paul Klee, Oskar Kokoschka y Joan Miró entre otros. Poco después de la muerte de Solomon R. Guggenheim en 1949, miembros de la familia Guggenheim, que también formaban parte de la junta de directiva de la fundación, tuvieron diferencias filosóficas y personales con Rebay, y a finales de 1952, Hilla von Rebay renunció como directora del museo. A pesar de esto, Rebay, en su testamento, legó a la fundación piezas de su colección personal; incluyendo trabajos por Kandinsky, Klee, Alexander Calder, Albert Gleizes, Mondrian y Kurt Schwitters. El museo fue renombrado como el "Museo Solomon R. Guggenheim" en 1952.

### Diseño y construcción del edificio

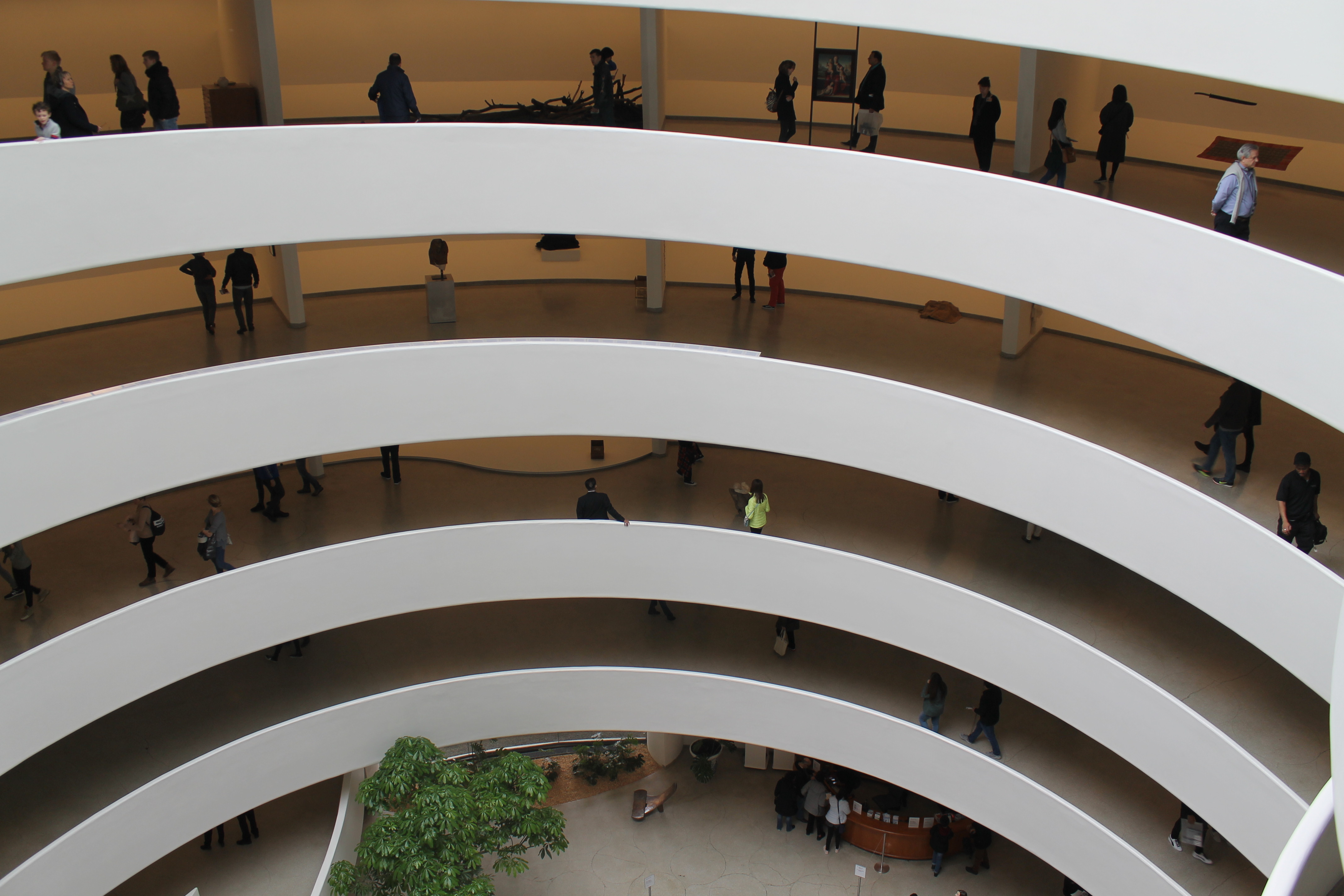
Interior del Museo Solomon R. Guggenheim (marzo de 2018).

Rebay y Wright concibieron el edificio como un "templo del espíritu", un espacio en el que se facilitara una nueva forma de admirar las piezas de arte moderno de la colección. En su carta, Rebay le escribió a Wright que "cada una de las obras maestras de la colección debería ser organizada en el espacio, y solo tú... podrás encontrar la posibilidad de hacerlo... quiero un templo del espíritu, un monumento". El crítico Paul Goldberger señaló, antes de que Wright concluyera su edificio modernista, que "solo había dos diseños comunes para museos: el Beaux Arts y el estilo Internacional". Goldberger consideró al edificio como un catalizador para el cambio, y señaló que era "social y culturalmente aceptable para un arquitecto, un diseño para el museo altamente expresivo e intensamente personal. En ese sentido, cada uno de los museos de nuestro tiempo son hijos del Guggenheim".

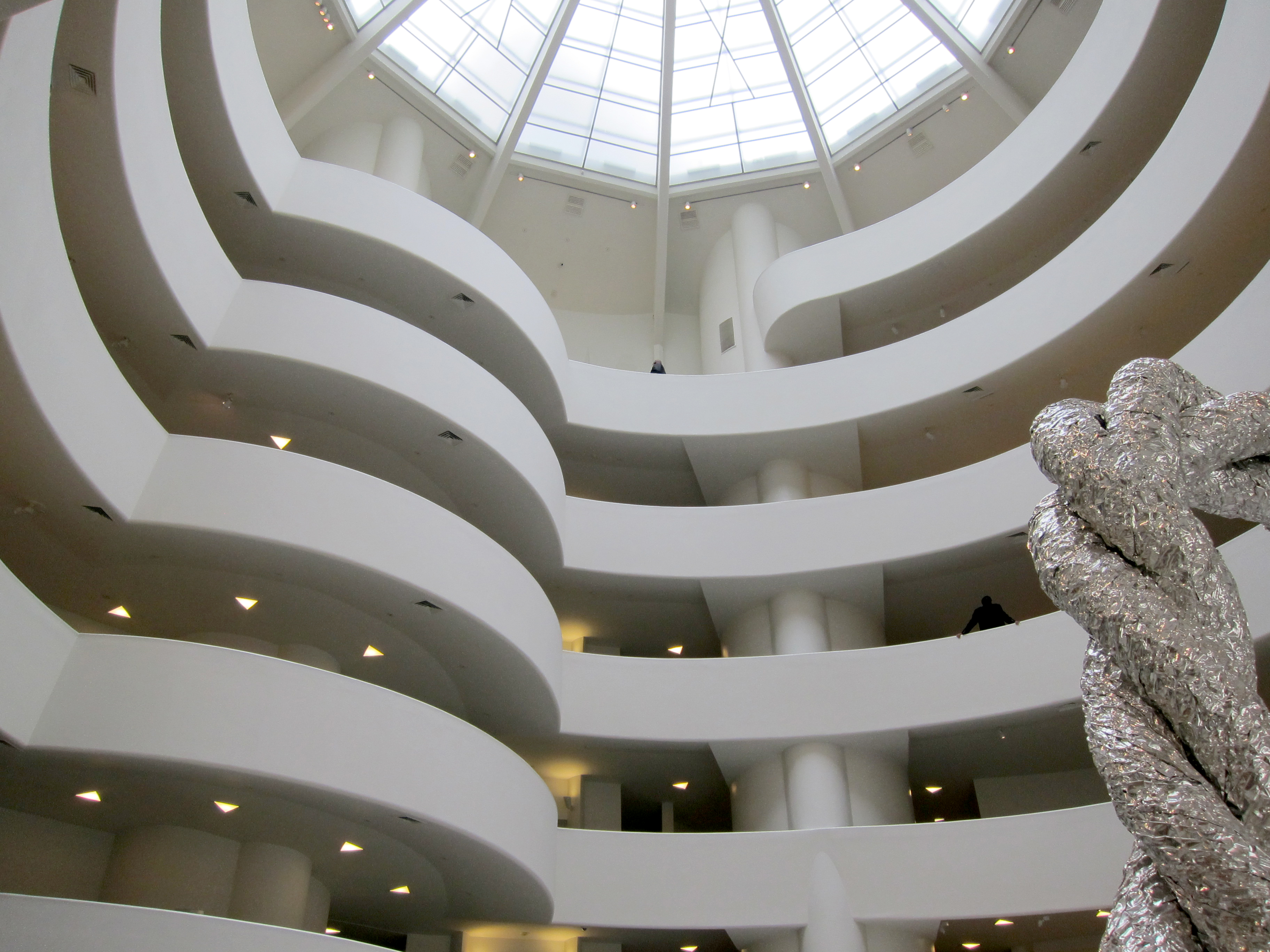
El atrio del museo

De 1943 a principios de 1944, Wright produjo 4 bocetos diferentes para el diseño inicial del museo. Uno de los planes (boceto C) ilustraba el edificio en una forma hexagonal, con niveles inferiores para las galerías; mientras que los demás tenían forma circular, y usaban una rampa continua que se elevaba a lo largo del edificio. El concepto original de Wright fue llamado el "zigurat", ya que el diseño asemejaba a las escaleras empinadas de los zigurat construidos en la antigua Mesopotamia. La construcción del edificio fue llevado a cabo de acuerdo al boceto de Wright, en el que lo visitantes son guiados a través de una serie de habitaciones comunicadas, y son obligados a regresar por las escaleras al salir. Wright planeaba que los visitantes del museo llegaran a la parte superior del edificio en un elevador, y que descendieran con un ritmo pausado a través de la suave pendiente de la rampa continua, para que vieran el atrio del edificio como la pieza final de arte de la exhibición. La rotunda abierta proporciona a los espectadores la posibilidad única de observar simultáneamente varias bahías de trabajo, y de interactuar con los demás huéspedes del museo en los distintos niveles del edificio.
Al mismo tiempo, antes de situar la construcción en la esquina de la calle 89 y la Quinta Avenida, Rebay, Wright y Guggenheim consideraron otras localidades en Manhattan, Central Park, así como en el vecindario Riverdale de Bronx. Guggenheim consideraba que la proximidad del museo a Central Park era importante; ya que el parque proporcionaría un alivio al ruido, congestión y demás bullicio causado por la ciudad. Además, la naturaleza del parque le daría un sentimiento de inspiración al museo. El edificio encarnaría un intento de Wright para "rendir plasticidad inherente a las formas orgánicas de la arquitectura". Pues, el museo sería el único diseñado por el arquitecto. La localización definitiva, requería que Wright diseñara el edificio verticalmente, y no en una forma horizontal como en algunos de sus bocetos, muy diferente a los trabajos que Wright había realizado en sus inicios.
El diseño en espiral asemejaba la concha de un Nautilus, con espacios continuos fluyendo libremente unos entre otros. Incluso cuando el edificio adoptaba la naturaleza, el diseño de Wright también expresaba su toma sobre la rígida geometría de la arquitectura moderna. Wright designó un significado simbólico a las formas del edificio; añadiendo que "las formas geométricas sugieren ciertas ideas humanas, estados de ánimo y sentimientos - por ejemplo: el círculo, el infinito; el triángulo, la unidad estructural; el espiral, el proceso orgánico; el cuadrado, la integridad". Estas formas hacen eco unas con otras: las columnas ovaladas, por ejemplo, retiran la geometría estructural de la fuente. La circularidad de las figuras es el leitmotiv (motivo central) , desde la rotunda hasta el diseño incrustado en los pisos de la terraza.
La superficie del edificio fue hecha de cemento para reducir su costo, muy inferior al acabado en piedra que Wright había planeado. Wright también propuso que el exterior fuera de color rojo, lo cual nunca fue realizado. La pequeña rotunda, o "edificio de monitoreo" como Wright lo llamaba, localizado junto a la rotunda más grande de la construcción, fue inicialmente concebida para albergar apartamentos para Hilla von Rebay y Solomon R. Guggenheim; en su lugar, este espacio fue utilizado para albergar oficinas y almacenes. En 1965, el segundo piso del "edificio de monitoreo" fue renovado para exhibir la colección en crecimiento permanente del museo, y, con la restauración del museo entre 1990 y 1992, fue convertido enteramente en espacio de exhibición, bautizado como el "edificio Thannhauser", en honor a uno de los más importantes donadores de la Fundación. El plan original de Wright para erigir una torre adicional, departamentos, y estudios de arte, nunca fue realizado, en gran medida por razones de financiación, hasta la renovación y expansión del edificio unas décadas más tarde. Además, en la construcción original, el tragaluz-galería principal había sido cubierto, lo cual comprometía los efectos de iluminación que Wright había articulado en sus planes. Esto cambió en 1992, cuando el tragaluz fue restaurado a su diseño original.

### Sweeney y finalización de la construcción

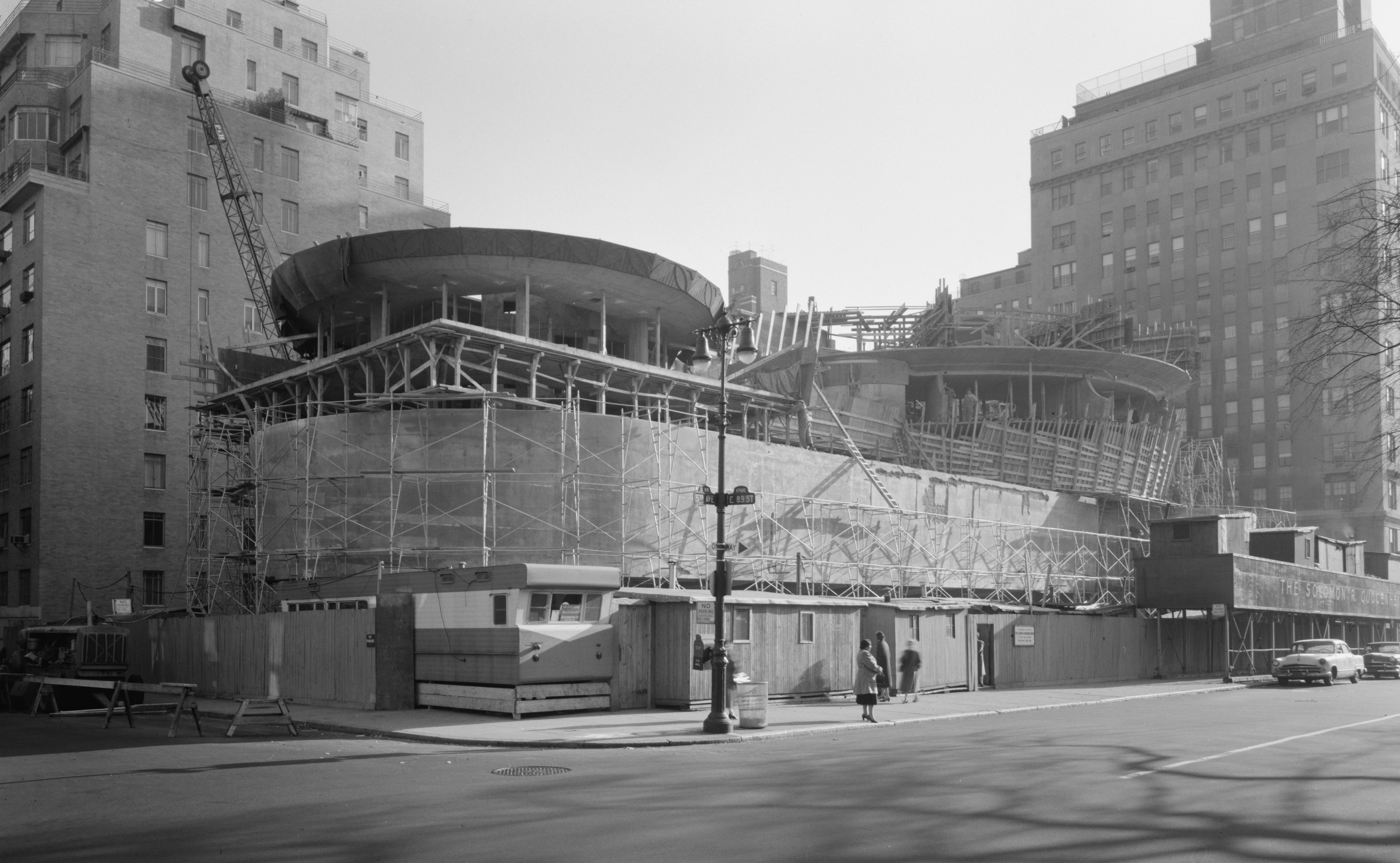
El museo en construcción (noviembre de 1957).

En 1953, los criterios de colección de la Fundación se expandieron bajo la dirección de James Johnson Sweeney, el nuevo director del museo. Sweeney desaprobó el rechazo de pinturas y esculturas "objetivas" por Hilla von Rebay en la colección. Él pronto adquirió la obra "Adan y Eva" (1921) de Constantin Brâncuși, seguida de otros trabajos por escultores modernistas, incluyendo Joseph Csaky, Jean Arp, Calder, Alberto Giacometti y David Smith. Sweeney fue más allá del siglo XX para adquirir la obra "Hombre con los brazos cruzados" (1899) de Paul Cézanne. Ese mismo año, la Fundación recibió como regalo 28 piezas de arte, propiedad de Katherine S. Dreier, fundadora de la primera colección americana en ser reconocida como Museo de arte moderno, el Société Anonyme. Diere había sido amiga de Rebay. Los trabajos incluían, entre otros, las obras: Little French Girl (1914-18) por Brâncuși, "Untitled still life" (1916) por Juan Gris, una escultura de bronce (1919) por Alexander Archipenko, y 3 collages (1919-21) por German Hanoverian Dadaist Schwitters. También incluía trabajos por Calder, Marcel Duchamp, El Lissitzky y Mondrian. Sweeney también incluyó trabajos de artistas impresionistas abstractos como Alberto Giacometti, David Hayes, Willem de Kooning y Jackson Pollock.
Sweeney observó al menos los últimos 6 años de la construcción del edificio, tiempo en el que tuvo una relación antagónica con Frank Lloyd Wright, y disputas entre las que se destaca la iluminación del edificio. El distintivo edificio cilíndrico sería la última obra mayor diseñada y dirigida por Wright, pues este último fallecería seis meses antes de su apertura. Desde la calle, el edificio parece un moño blanco, curvado sobre una pila cilíndrica, más ancho en su nivel superior que inferior, exhibiendo superficies curvas por todos lados. Su apariencia hace un gran contraste con los edificios típicos geométricos y rectangulares de la ciudad de Manhattan que lo rodean, un hecho previsto por Wright, quien reclamó que su museo haría parecer el Museo Metropolitano de Arte como un "granero Protestante". Internamente, la galería forma una rampa en espiral helicoidal, escalando gentilmente desde el nivel del suelo hasta el tragaluz en la parte superior.

### Crítica y apertura del museo

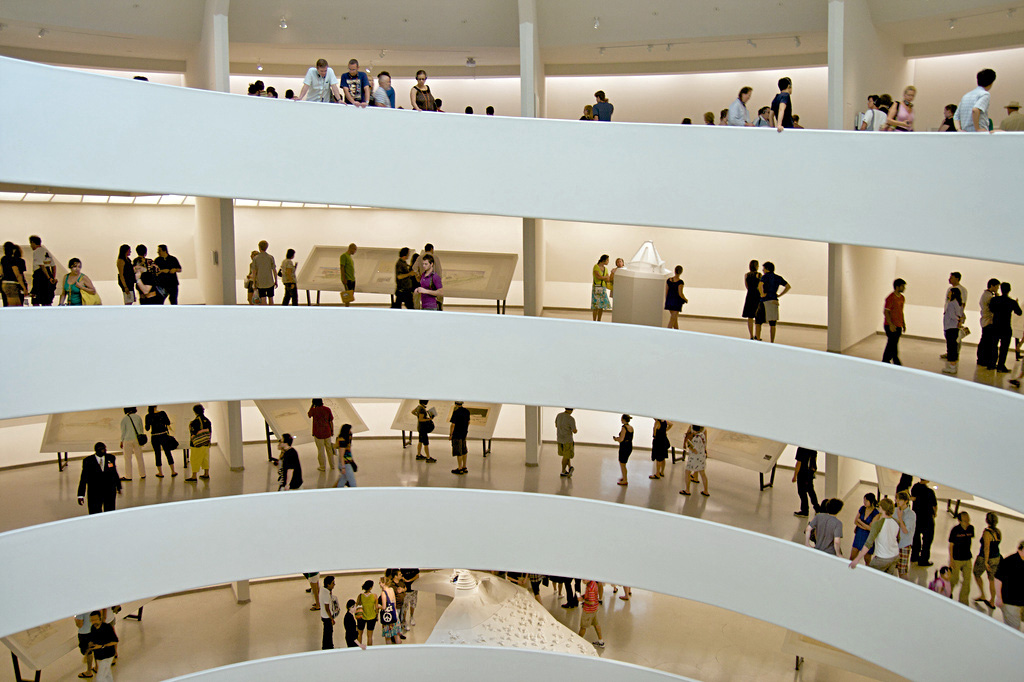
Vista interior del museo

Inclusive antes de su apertura, el museo fue criticado por el diseño de su arquitectura. Algunos críticos creían que el edificio opacaría las piezas de arte exhibidas en el museo."Al contrario... el edificio y los trabajos de arte crean una hermosa sinfonía ininterrumpida que nunca había existido en el mundo del arte anteriormente", escribió Wright. Otros críticos, y muchos artistas, sentían que era incómodo e inadecuado colgar las pinturas en la sombra, que el edificio no tuviera ventanas, y que la cóncava exhibición rodeara el espiral central. Poco antes de la apertura el museo, 21 artistas firmaron una carta en la que pedían que su trabajo fuera exhibido en el sitio. El historiador Lewis Mumford se sumó al oprobio, señalando:
"Wright ha asignado a las pinturas y esculturas en exhibición en tanto estas no infrinjan la composición de su abstracta composición... [Él] ha creado una "concha", cuya forma no tiene relación con la función principal, original y única, y no ofrece la posibilidad de salida de sus rígidas preconcepciones. [El pasillo] tiene, para un museo, un techo bajo - 9 pies y 8 pulgadas [limitando el tamaño de las piezas a exhibir. La pared] inclinada hacia afuera, sigue la inclinación de la pared exterior, y no se suponía que las pinturas colgaran verticalmente, o que exhibieran su plano real, ya que están inclinadas con ellas... Tampoco [puede el visitante] escapar de la luz que brilla en los ojos, de las estrechas ranuras y largos espacios en la pared".
El 21 de octubre de 1959, 10 años después de la muerte de Solomon R. Guggenheim, y seis meses luego de la muerte de Frank Lloyd Wright, el Museo abrió sus puertas hacia largas multitudes. El edificio fue ampliamente aclamado, y fue fuente de inspiración para muchos otros arquitectos.

### Años de Messer

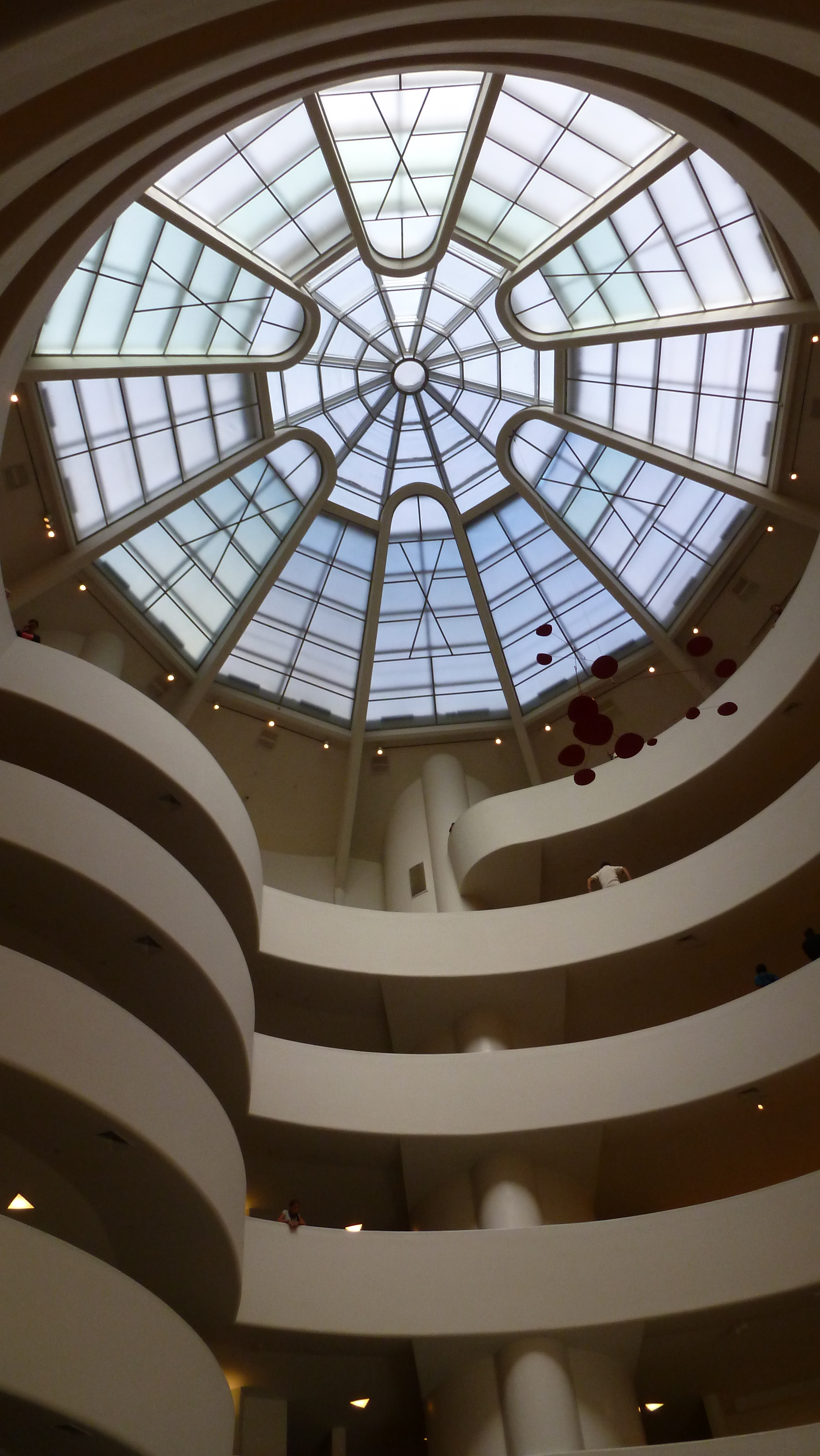
El tragaluz del edificio

Thomas M. Messer fue el sucesor de Sweeney como director del Museo, mas no como director de la Fundación desde 1961, y se mantuvo ahí 27 años, periodo mayor a cualquier otro director de las mayores instituciones de arte. Cuando Messer tomó la dirección, la forma en la que el museo presentaba el arte seguía en duda, debido a los desafíos que presentaba la iluminación del edificio, la galería-rampa continua y las paredes curvas no-verticales. Se consideraba difícil colgar apropiadamente las pinturas en el vacío de los nichos poco profundos que rodeaban el espiral del centro; los lienzos se levantaban al ser montados en la superficie de la pared. Las pinturas se inclinaban como en el "caballete del artista". Había espacio limitado para la escultura.
Casi inmediatamente, en 1962, Messer tomó el riesgo de poner una large exhibición, combinando las pinturas de la colección original de Guggenheim con esculturas prestadas de la colección de Hirshhron. Las esculturas tridimensionales, en particular, aumentaban la problemática de "instalar un espectáculo en el museo que aparenta la geometría circular del infierno" donde cualquier objeto vertical parecía "estacada ebria" por la pendiente del piso, y la curvatura de las paredes que creaban ilusiones ópticas "irritantes". Resultó que la combinación podría funcionar bien el espacio del Guggenheim, pero, Messer mencionó en ese momento que "estaba asustado. Yo había sentido que esa sería mi última exhibición en el museo". Messer tuvo la previsión de preparar la organización de una exhibición más pequeña de esculturas el año anterior, en la que él descubrió la forma de compensar la geometría desafiante del espacio construyendo unas bases en un ángulo en particular, tanto que las piezas no estuvieran en una forma vertical pero parecieran estarlo. En el espectáculo de esculturas inicial, este "truco" no funcionó para una de las piezas en exhibición, un móvil por Alexander Calder, el cual contaba con un cable que colgaba verticalmente en la misma escultura, la cual, una vez colocada en la base, sugería alucinación en el contexto desorientado del piso en el que se encontraba.
El siguiente año, Messer adquirió la colección privada del comerciante de arte Justin K. Thanhauser, para la colección permanente del museo. Estas 73 piezas de arte incluían trabajos impresionistas, post-impresionistas y obras maestras de artistas modernistas franceses; incluyendo trabajos por Paul Gauguin, Édouard Manet, Camille Pissarro, Vincent van Gogh y 32 obras de Pablo Picasso. "Trabajo y Proceso" es una serie de varias exhibiciones que comenzaron en el Guggenheim en 1984. La primera temporada consistió en la exhibición "Akhnaten" y "The Desert Music" por Philip Glass junto con Christopher Keen, y Steve Reich en colaboración con Michael Tilson Thomas.

### Krens, expansión del Museo e internacionalización de la Fundación
Thomas Krens, director de la Fundación Solomon R. Guggenheim de 1988 a 2008, dirigió la rápida expansión de la colección del museo. En 1991, Krens aumentó la colección en gran medida tras adquirir la colección de Giuseppe Panza. Ensamblada por él, y por su esposa, Giovanna, la colección incluía ejemplos de esculturas minimalistas por artistas como Carl Andre, Dan Flavin y Donald Judd, y pinturas minimalistas de artistas como Robert Mangold, Brice Marden y Robert Ryman; así como de arte post-minimalista, arte conceptual y arte perceptivo de artistas como Robert Morris, Richard Serra, James Turrell, Lawrence Weiner y muchos otros, notablemente trabajos producidos entre 1960 y 1970. En 1992, la Fundación Robert Mapplethorpe obsequió 200 de sus mejores fotografías a la Fundación; esto incluía trabajos como collages, Polaroids, retratos de celebridades, auto-retratos, y fotografías con temáticas como desnudos, flores y estatuas. También contó con construcciones de técnicas mixtas, incluyendo el famoso "Auto-retreto" (1998) de Mapplethorpe. Con esta adquisición, la Fundación dio inicio a su programa de exhibición fotográfica.
También en 1992, el espacio del edificio del museo fue expandido tras la construcción de una torre adicional, erigida detrás del edificio original, y más grande que este último; de igual manera, hubo renovaciones en el edificio original. La nueva torre fue diseñada por la compañía de arquitectura "Gwathmey Siegel & Associates", quienes analizaron los bocetos originales de Wright para diseñar la torre de 10 pisos, de piedra caliza, la cual proveería de un espacio estructural mucho más pequeño. Además, la torre albergaría 4 galerías de exhibición adicionales con paredes planas "más apropiadas para exhibir algunas de las piezas". En la construcción del edificio original, la galería principal del tragaluz había sido cubierta, la cual comprometía los efectos de iluminación articulados cuidadosamente por Wright. Esto cambió en 1992, cuando el tragaluz fue restaurado a su diseño original. Para ese entonces, el edificio original ya era reconocido como un icono de la ciudad, y la construcción de la torre adicional fue un tanto controversial.
Para financiar dichos movimientos, controversialmente, la Fundación vendería algunos trabajos por Kandinsky, Chagall y Modigliani para conseguir alrededor de $47 millones de dólares, atrayendo criticismo por intercambiar trabajos de "maestros" por trabajos de rezagados "de moda". El crítico Michael Kimmelman del periódico americano The New York Times escribió que las ventas "estiraron la normas aceptadas de colección de arte, más allá de lo que cualquier otra institución americana estuviera dispuesta a hacer". Krens defendió sus decisiones como "consistentes" con los principios de la Fundación y del Museo, incluyendo la expansión internacional de la colección, y la construcción de la colección de posguerra, para "fortalecer nuestras posiciones de la preguerra" y señaló que ventas como la del Museo son practicadas regularmente por otros museos. Simultáneamente, él expandió la presencia internacional de la Fundación, abriendo museos en otros países. Krens también fue criticado por su característico estilo de negocios, y por el populismo y comercialización que recibió. Un escritor comentó que "Krens había sido, tanto aclamado como criticado, por cambiar lo que antes era una institución pequeña neoyorquina en una marca mundial, creando la primera institución multinacional de arte real... Krens transformó el Guggenheim a una marca de renombre ampliamente conocida en el mundo de las artes".

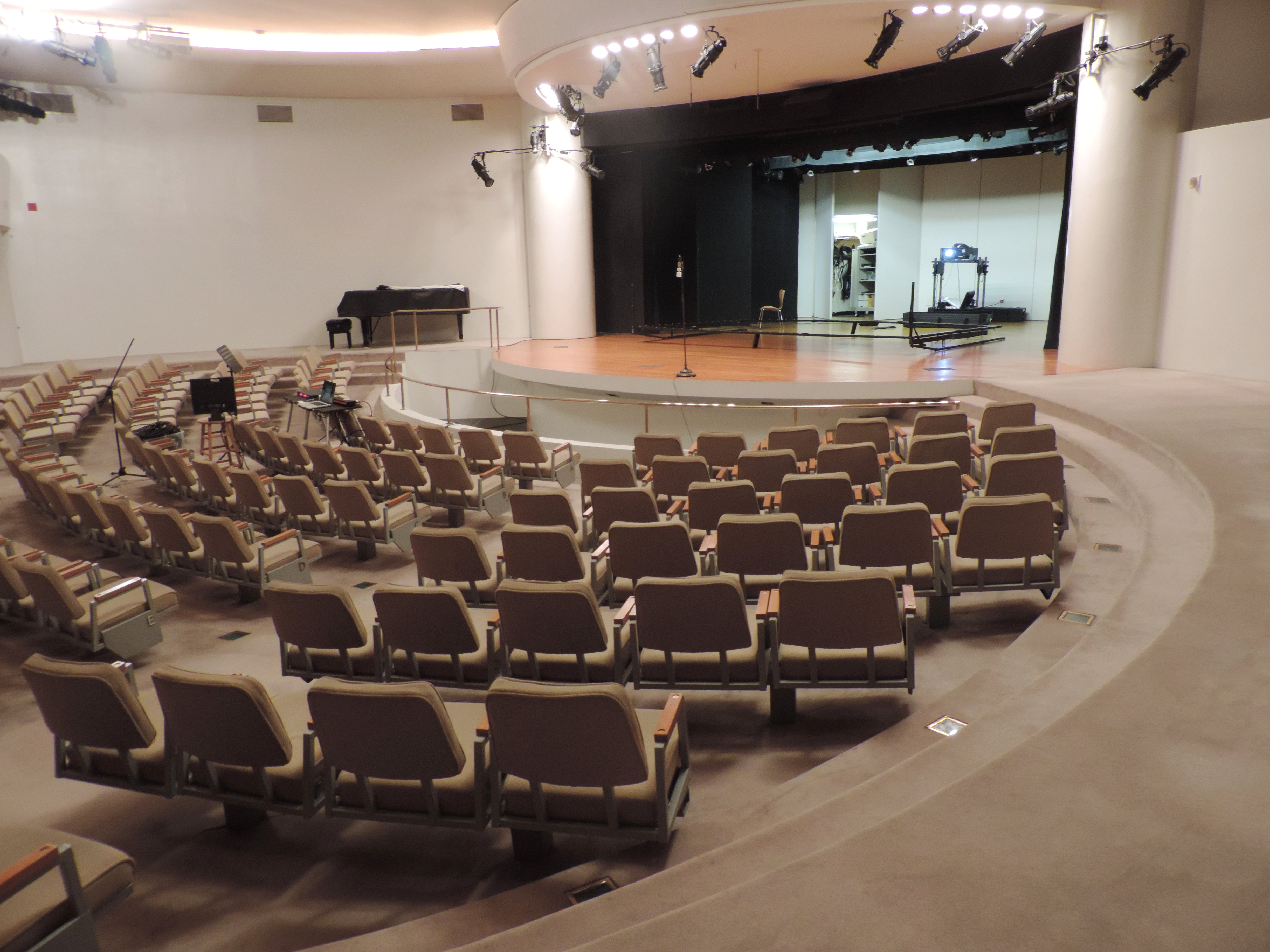
Teatro Peter B. Lewis

Bajo su administración, el Museo montó algunas de sus exhibiciones más populares hasta el momento, incluyendo "África: el Arte del Continente" en 1996; "China: 5,000 años" en 1998, "Brasil: Cuerpo y Alma" en 2001 y "El Imperio Azteca" en 2004. También mostró ocasionalmente exhibiciones poco usuales, por ejemplo una instalación de arte comercial de motocicletas. La revista The New Criterion, por Hilton Kramer (originalmente crítico de arte del periódico The New York Times), condenó esta última exposición, titulada "El Arte de la Motocicleta". En 2009, una retrospectiva del trabajo de Frank Lloyd Wright, en su 50 aniversario, se exhibió la apertura del Museo Guggenheim, y se dio a conocer que "el Arte de la Motocicleta" había sido la exhibición más popular de Museo para 1992.
En 2001, el museo inauguró el Centro de Educación de Arte Sackler para el público, el cual contaría con otra parte del diseño original de Wright, financiado por la familia de Mortimer D. Sackler. Localizado justo debajo de la grande rotunda, esta instalación de 8,200 pies cuadrados albergaría clases y conferencias sobre artes visuales, performance, y la oportunidad de interactuar con las colecciones, tanto especiales como la permanente, a través de sus laboratorios, sus espacios de exhibición, y sus aulas, así como en el Teatro Peter B. Lewis. Además, en 2001, la Fundación fue obsequiada la gran colección de la Fundación Bohen, la cual, durante dos décadas, había adquirido nuevas pieces de arte, en las que destacan películas, videos, fotografías y nuevos medios de comunicación. Algunos artistas incluidos en la colección fueron Pierre Huyghe, Sophie Calle y Jac Leirner.

### Restauración del Museo
Entre septiembre de 2005 y julio de 2008, el Guggenheim se sometió a una restauración exterior para reparar grietas y modernizar su sistema, así como detalles en su exterior. En la primera fase del proyecto, un equipo conformado por arquitectos restauradores, ingenieros estructurales y conservadores arquitectónicos trabajaron en conjunto para crear una valoración comprensiva de la condición del edificio, para determinar una estructura fundamentalmente segura. Esta valoración incluía: 

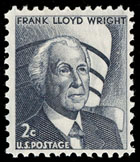
Estampilla de correo americana, en honor a Wright (1966)

- la eliminación de la pintura original de la superficie del edificio, revelando así cientos de grietas causadas por el tiempo y las condiciones climáticas temporales;[53]
- monitoreo detallado del movimiento de grietas seleccionadas a lo largo de 17 meses;
- tecnología de eco-impacto, en el cual las ondas de sonido son enviadas al cemento, y el rebote es medido para localizar los huecos entre las paredes;

- estudios láser en el exterior e interiores de las superficies, el cual se cree ha sido el modelo láser jamás compilado;
- perforación de bases, con el objeto de recolectar muestras del cemento original, y otros materiales de construcción; y
- pruebas con los materiales de reparación potenciales.[55]

Gran parte del interior del museo fue restaurado durante la renovación de 1992 y durante la construcción del espacio adicional por los arquitectos de Gwathmey Siegel and Associates. La restauración de 2005-2008 se enfocó primordialmente en el exterior y la infraestructura del edificio original. Esto incluyó la restauración de tragaluces, ventanas, puertas, fachadas de cemento y guita, y banquetas exteriores. De la misma manera, se implementó un control interno de temperatura. La meta era preservar la mayor cantidad de tejidos históricos del edificio original tanto como fuera posible, mientras se cumplían las reparaciones necesarias para el continuo uso del edificio como museo.

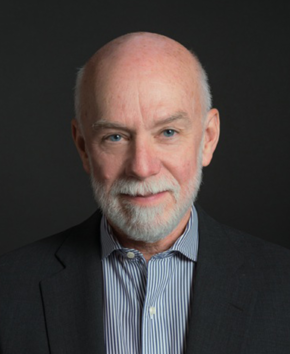
Richard Armstrong, 2012

El 22 de septiembre de 2008, el Guggenheim celebró la terminación de su restauración (de 3 años en total). El alcalde de la ciudad de Nueva York, Michael R. Bloomberg, ofició la celebración que culminaría con la premier del tributo "For the Guggenheim" de la artista Jenny Holzer, un trabajo realizado en honor a Peter B. Lewis, quien sería el mayor benefactor del proyecto de restauración del Museo. Otros partidarios de la restauración millonaria del Museo incluían a la junta de fideicomisarios de la Fundación Solomon R. Guggenheim, así como el Departamento de Atenciones Culturales. Apoyo financiero adicional fue proporcionado por parte del Estado de Nueva York y la compañía MAPEI. El museo fue registrado como un Hito Histórico Nacional el 6 de octubre de 2008.

### Años posteriores y actualidad
En 2005, Krens ganó una disputa contra el filántropo billonario Peter Lewis, Presidente de la Junta de Directores de la Fundación, y el mayor contribuyente de la Fundación en su historia. Lewis renunció a la presidencia de la junta, expresando oposición a la idea de Krens de expandir globalmente los museos de la Fundación. Además, en 2005, Lisa Dennison, una curadora muy importante de la Fundación, fue nombrada como directora del Museo Solomon R. Guggenheim de la ciudad de Nueva York. Dennison renunció en julio de 2007, para trabajar en la casa de subastas Sotheby's. Simultáneamente, la tensión entre Krens y la Junta Directiva continuaba, no fue hasta febrero de 2008 que Krens renunció como Director de la Fundación. Sin embargo, él aún es tutor de asuntos internacionales de esta.
Richard Armstrong, anterior director (durante 12 años) del Museo de Arte Carnegie en Pittsburgh, fue nombrado como el 5.º director del Museo el 4 de noviembre de 2008. Nancy Spector fue nombrada como Curadora en Jefe y Directora Suplente del Museo.
Adicionalmente, la colección permanente de la Fundación y del Museo crecieron. La Fundación supervisa y administra el préstamo de piezas de la colección para exhibiciones externas y coorganiza exhibiciones con otros museos y fundaciones para fomentar la divulgación pública de arte. En 2013, alrededor de 1.2 millones de personas visitaron el museo, y este último albergó la exhibición más popular de la ciudad de Nueva York (James Turell).

## Obras seleccionadas de la colección

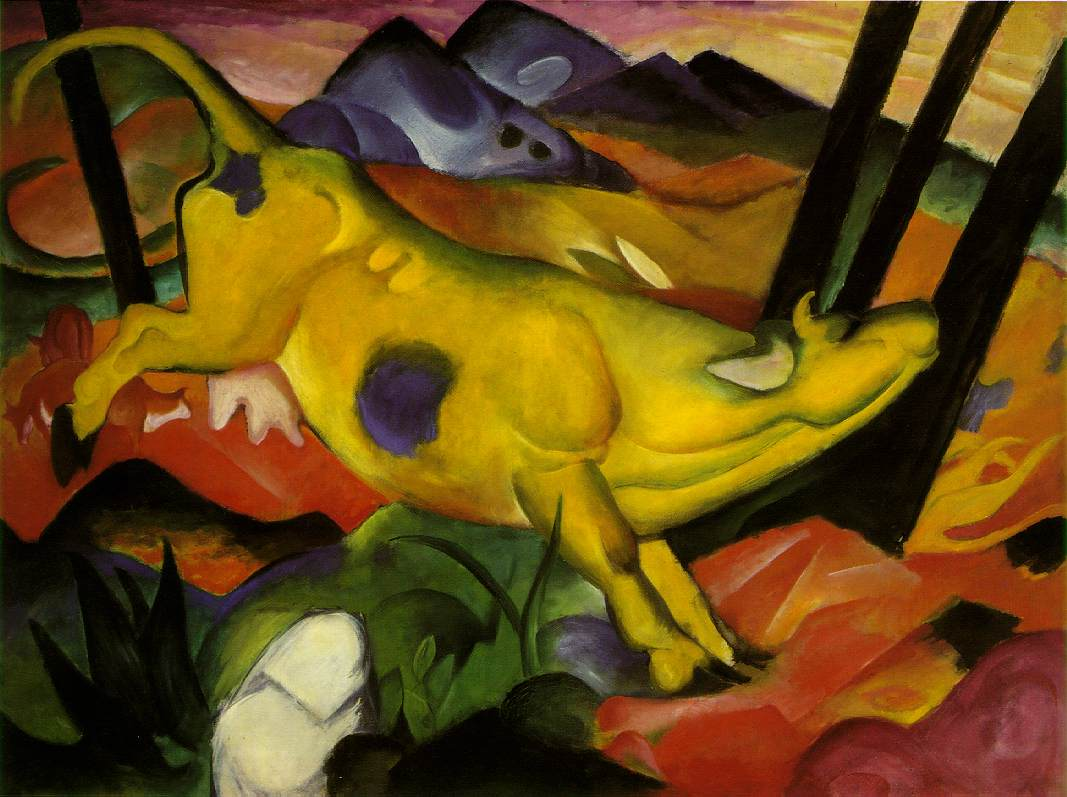
Franz Marc, 1911, La vaca amarilla, óleo en lienzo, 140.5 x 189.2 cm
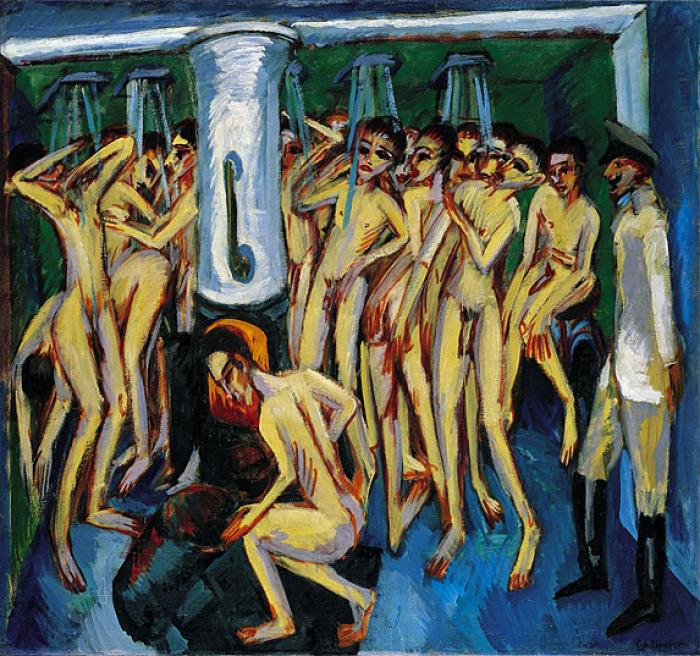
Ernst Ludwig Kirchner, 1915, El baño de los soldados o Artillerymen, óleo en lienzo, 140.3 × 151.8 cm
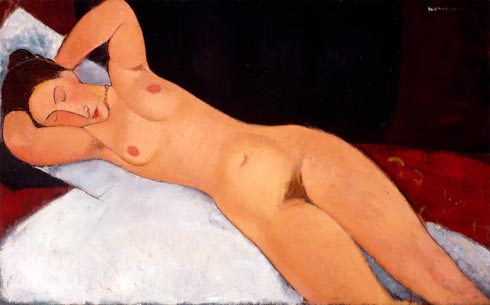
Amedeo Modigliani, 1917, Desnudo (Nu), óleo en lienzo, 73 × 116.7 cm
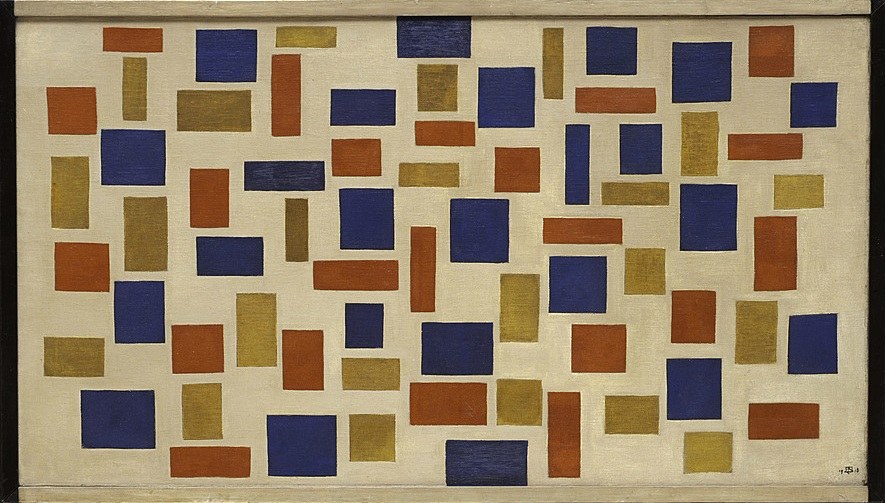
Theo van Doesburg, 1918, Composición XI, óleo en lienzo, 57 x 101 cm
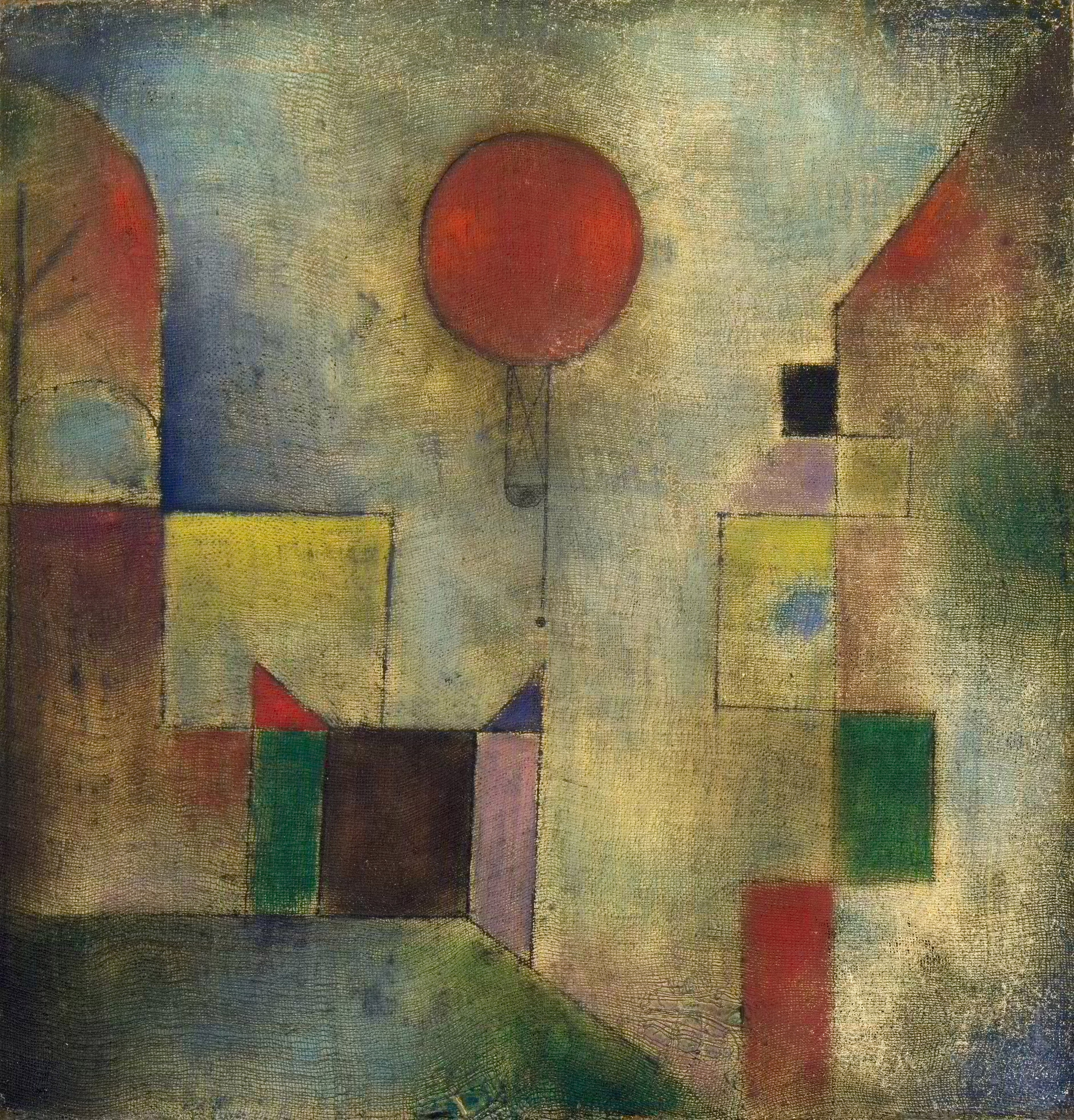
Paul Klee, 1922, Globo rojo óleo en gaza, montado sobre cartón, 31.7 × 31.1 cm

## En la cultura popular
El edificio se ha vuelto un icono cultural, y puede ser visto en varios lugares de la cultura popular. El museo ha aparecido en películas y series de televisión como The Cremaster Cycle, La sombra del testigo, Bye Bye Birdie, Hombres de negro, En la boda de mi hermana, Downtown 81, Ugly Betty y Dinero en la Sombra. En la película americana Los Pingüinos de Papá se incluye una secuencia en la que unos pingüinos causan problemas en la entrada del museo, y se deslizan por toda la estructura en espiral desde los niveles superiores hasta la planta baja. En el episodio "La carrera" de la serie de comedia americana Seinfeld, el personaje George Costanza asegura haber diseñado y dirigido la expansión del Guggenheim, añadiendo que "no le tomó mucho tiempo".
La revista estadounidense The New Yorker ha incluido múltiples veces al museo en su portada y caricaturas. En la "Guía de la ciudad de Nueva York en el mundo de Marvel" (2007) por Peter Sanderson, se menciona que el museo formó parte en la historietas Daredevil, vol. 1, #67 (1970), What If, vol. 1, #13 (1979) y Thor, #447 y #448 (1992).